# Gare de Retournac
La gare de Retournac est une gare ferroviaire française de la ligne de Saint-Georges-d'Aurac à Saint-Étienne-Châteaucreux située sur le territoire de la commune de Retournac dans le département de la Haute-Loire en Auvergne-Rhône-Alpes.
Elle est mise en service en 1866 par la Compagnie des chemins de fer de Paris à Lyon et à la Méditerranée (PLM). C'est une gare de la Société nationale des chemins de fer français (SNCF) desservie par les trains TER Auvergne-Rhône-Alpes. Elle dessert notamment le Puy-en-Velay et Saint-Étienne, certains trains poursuivant directement jusqu'à Lyon.

## Situation ferroviaire
La gare de Retournac est située au point kilométrique (PK) 85,339 de la ligne de Saint-Georges-d'Aurac à Saint-Étienne-Châteaucreux, entre les gares de Chamalières-sur-Loire et de Pont-de-Lignon. Elle est établie à une altitude de 510 mètres.
C'est une gare de croisement, de cette ligne à voie unique, avec deux voies et deux quais latéraux.

## Histoire
La section de Lavoûte-sur-Loire à Pont-de-Lignon, concédée à la Compagnie du chemin de fer Grand-Central de France est mise en service par la Compagnie des chemins de fer de Paris à Lyon et à la Méditerranée (PLM) le 14 mai 1866. La station de Retournac est située à proximité de la Loire et de la ville de Retournac qui compte 3 190 habitants en 1866.
Des travaux de rénovation et modernisation de la gare ont lieu en 2009. À l'intérieur de la gare ils ont notamment consisté à faire : l'aménagement de l'accessibilité et une nouvelle peinture dans le hall, le ravalement de l'abri du quai B, le remplacement de la signalétique et du mobilier d'attente, l'installation de panneau de téléaffichage sur les quais. À l'extérieur on note : l'aménagement du parvis, la création d'un parking dans la cour marchandise et le remplacement de l'abri à vélos.
En 2011 il faut, en moyenne, 30 minutes pour aller au Puy-en-Velay, 35 minutes pour aller à Firminy et un peu moins de une heure pour se rendre à Saint-Étienne. Certains trains poursuivent leurs trajets jusqu'à Lyon. La desserte est assurée en grande partie par des rames B 81500 appartenant à la région Rhône-Alpes (rames automotrices de nouvelle génération, capables de circuler aussi bien en diesel qu'en électrique). On peut également trouver des rames X 73500, acquises par les conseils régionaux d'Auvergne de Rhône-Alpes. Les EAD, réformés, ne circulent plus sur la ligne. Dans le sens Le Puy - Saint-Étienne, il y a 10 trains du lundi au vendredi, 6 les samedis et 7 les dimanches. Dans le sens Saint-Étienne - Le Puy, il y a 10 trains du lundi au vendredi, 9 les samedis et 7 les dimanches.

## Service des voyageurs

### Accueil
Gare SNCF, elle dispose d'un bâtiment voyageurs, avec guichet, ouvert tous les jours. Dans le hall on trouve un panneau d'information sur les prochains départs, quelques bancs, un présentoir avec des fiches horaires et un composteur. 
Le guichet, qui permet l'achat de tous titre de transport SNCF, est ouvert :
- du lundi au vendredi de 04h55 à 20h00
- les samedis de 09h10 à 19h55
- les dimanches et fêtes de 13h10 à 20h55.

Le guichetier gère également les circulations et donne le départ des trains, il peut donc être absent de courts instants. Un automate pour l'achat de titres de transport TER (distributeur de billet régional DBR) est installé sur le quai A.
Le quai A, mitoyen au bâtiment voyageur, est équipé d'un panneau d'information en temps réel, ainsi que quelques bancs sous la marquise. Le quai B (quai principal) est équipé d'un  abri de (25 places assises), de bancs, d'un panneau lumineux indiquant les gares desservies, l'heure de passage en temps réel, il diffuse les annonces sonores. La traversée des voies entre les deux quais se fait par un passage planchéié, constitué d'un platelage posé entre les voies, situé dans l'axe du bâtiment voyageurs. À l'arrivée d'un train, un signal lumineux clignote au rouge et interdit la traversée. 

### Desserte
Retournac est desservie par des trains TER Auvergne-Rhône-Alpes qui effectuent des missions entre les gares de Le Puy-en-Velay et de Saint-Étienne-Châteaucreux.

### Intermodalité
Un parc pour les vélos et un parking pour les véhicules sont aménagés. Le parking situé dans l'ancienne cour marchandise dispose d'une soixantaine de places. La gare est un point d'arrêt des cars TER Auvergne-Rhône-Alpes de la ligne 22 qui circulent entre la gare du Puy-en-Velay et la gare de Bas-Monistrol.